# Frissbee
Frissbee var en chassitillverkare för Can-Am under 1980-talet.

## Historia
Frissbee byggde på en design av Lolas formel 5000-bil byggd för den senare generationens Can-Am. Designern Trevor Harris byggde om Lolans aerodynamiska utformning, och ställde upp under sitt eget namn. Namnet Frissbee har ingenting med spelet frisbee att göra, utan handlade om en ordlek med ägaren Brad Frisselles namn. Frissbees bilar kom att vinna Can-Am sammanlagt fyra gånger, inklusive de två sista säsongerna 1985 och 1986. Bland de kända förarna som deltagit i Can-Am i bilen finns Al Unser, Jr. och Jacques Villeneuve, Sr.